# Юзбашев, Лев Герасимович
Юзбашев Лев Герасимович — главный конструктор отдела Ленинградского отделения института «Горстройпроект» Госстроя СССР, Герой Социалистического Труда (1960).

## Биография
Юзбашев Лев Герасимович родился 24 сентября 1910 года в городе Тифлис (ныне — Тбилиси). Там же окончил школу и химический техникум. В 1931 году трудился на Днепрострое.
В 1932 году переехал в город Ленинград(ныне Санкт-Петербург), где был начальником строительных коллективов.
В 1944—1946 годах был начальником Управления промышленности строительных материалов. Далее являлся главным конструктором отдела Ленинградского отделения института «Горстройпроект».

## Смерть
Юзбашев Лев Герасимович умер в 1962 году. Похоронен на Серафимовском кладбище города Санкт-Петербург.

## Награды
Указом Президиума Верховного Совета СССР за разработку и внедрение прогрессивных конструкций, Юзбашеву Льву Герасимовичу было присвоено звание Героя Социалистического труда.
- Орден Ленина(28.01.1960)
- Орден Трудового Красного Знамени(09.08.1958)